# يوكي إيشي
يوكي إيشي (8 مايو 1991 في اليابان - ) (بالكانا:いしい ゆき) هي لاعبة كرة طائرة يابانية في مركز ضارب خارجي ‏. شاركت في الكرة الطائرة في الألعاب الأولمبية الصيفية 2016. ولعبت مع Saga Hisamitsu Springs ‏.

## وصلات خارجية
- يوكي إيشي على موقع عالم الكرة الطائرة (الإنجليزية)
- يوكي إيشي على موقع الدوري الياباني (سيدات) (اليابانية)
- يوكي إيشي على موقع الدوري الياباني (مؤرشف) (اليابانية)
- يوكي إيشي على موقع الدوري الياباني (مؤرشف) (اليابانية)
- يوكي إيشي على موقع أوليمبيديا (الإنجليزية)